# Погба, Флорентен
Флорентен Погба (фр. Florentin Pogba; 19 августа 1990, Конакри, Гвинея) — гвинейский футболист, защитник клуба «Виртон». Выступал за сборную Гвинеи.

## Карьера

### Клубная
Начал взрослую карьеру во французском клубе «Седан». Первый матч в чемпионате за основную команду провёл 5 февраля 2011 года в 22-м туре Лиги 2 против клуба «Булонь». «Седан» уступил со счётом 0:1.
В сентябре 2012 года подписал контракт с клубом «Сент-Этьен», выступающем в Лиге 1. Сезон 2012/13 провёл в аренде в «Седане», в котором был игроком основного состава. Первый матч за «Сент-Этьен» провёл 13 декабря 2013 года в 18-м туре чемпионата против «Монпелье». «Сент-Этьен» выиграл со счётом 1:0. В сезоне 2014/15 провёл в чемпионате 16 игр и забил 1 гол. В сезоне 2015/16 сыграл 24 матча. В сезоне 2016/17 сыграл 17 матчей и забил 1 гол в чемпионате. В первой половине сезона 2017/2018 сыграл 5 матчей в чемпионате.
В январе 2018 года перешёл в турецкий «Генчлербирлиги». В сезоне 2017/18 сыграл 8 матчей в чемпионате Турции.
В январе 2019 года проходил просмотр в испанском «Эльче».
5 февраля 2019 года присоединился к клубу MLS «Атланта Юнайтед». За американский клуб дебютировал 13 марта в ответном матче четвертьфинала Лиги чемпионов КОНКАКАФ 2019 против мексиканского «Монтеррея». По окончании сезона 2019 покинул «Атланту Юнайтед» в связи с непродлением контракта.
В начале 2020 года находился на просмотре в команде «Рига», которую тренирует Олег Кононов, сыграл в стартовом матче команды на Кубке ФНЛ против «Мордовии» (2:0).
18 мая 2020 года подписал трёхлетний контракт с клубом Лиги 2 «Сошо».
24 июня 2022 года перешёл в клуб Индийской суперлиги «АТК Мохун Баган», подписав двухлетний контракт.

### В сборной
Дебютировал за сборную Гвинеи 11 августа 2010 года в товарищеском матче со сборной Мали. Гвинея победила со счётом 2:0.
Играл за сборную на Кубке африканских наций 2015. Провёл на турнире 2 матча. Гвинея дошла до четвертьфинала, в котором уступила сборной Ганы со счётом 0:3.

### Выступления за сборную
| Матчи Погба за сборную Гвинеи | Матчи Погба за сборную Гвинеи | Матчи Погба за сборную Гвинеи | Матчи Погба за сборную Гвинеи | Матчи Погба за сборную Гвинеи | Матчи Погба за сборную Гвинеи | Матчи Погба за сборную Гвинеи |
| ----------------------------- | ----------------------------- | ----------------------------- | ----------------------------- | ----------------------------- | ----------------------------- | ----------------------------- |
| №                             | Дата                          | Оппонент                      | Счёт                          | Голы                          | Соревнование                  |                               |
| 1                             | 11 августа 2010               | Мали                          | 2:0                           | —                             | Товарищеский матч             |                               |
| 2                             | 5 февраля 2013                | Сенегал                       | 1:1                           | —                             | Товарищеский матч             |                               |
| 3                             | 24 марта 2013                 | Мозамбик                      | 0:0                           | —                             | Отборочные матчи ЧМ-2014      |                               |
| 4                             | 9 июня 2013                   | Мозамбик                      | 6:1                           | —                             | Отборочные матчи ЧМ-2014      |                               |
| 5                             | 25 мая 2014                   | Мали                          | 2:1                           | —                             | Товарищеский матч             |                               |
| 6                             | 11 октября 2014               | Гана                          | 1:1                           | —                             | Отборочные матчи КАН-2015     |                               |
| 7                             | 15 ноября 2014                | Того                          | 4:1                           | —                             | Отборочные матчи КАН-2015     |                               |
| 8                             | 19 ноября 2014                | Уганда                        | 2:0                           | —                             | Отборочные матчи КАН-2015     |                               |
| 9                             | 13 января 2015                | Сенегал                       | 2:5                           | —                             | Товарищеский матч             |                               |
| 10                            | 20 января 2015                | Кот-д’Ивуар                   | 1:1                           | —                             | Кубок африканских наций 2015  |                               |
| 11                            | 24 января 2015                | Камерун                       | 1:1                           | —                             | Кубок африканских наций 2015  |                               |
| 12                            | 6 июня 2015                   | Чад                           | 1:2                           | —                             | Товарищеский матч             |                               |
| 13                            | 12 июня 2015                  | Свазиленд                     | 1:2                           | —                             | Отборочные матчи КАН-2017     |                               |
| 14                            | 6 сентября 2015               | Зимбабве                      | 1:1                           | —                             | Отборочные матчи КАН-2017     |                               |
| 15                            | 25 марта 2016                 | Малави                        | 0:0                           | —                             | Отборочные матчи КАН-2017     |                               |
| 16                            | 29 марта 2016                 | Малави                        | 2:1                           | —                             | Отборочные матчи КАН-2017     |                               |
| 17                            | 24 марта 2017                 | Габон                         | 2:2                           | —                             | Товарищеский матч             |                               |
| 18                            | 28 марта 2017                 | Камерун                       | 2:1                           | —                             | Товарищеский матч             |                               |
| 19                            | 6 июня 2017                   | Алжир                         | 1:2                           | —                             | Товарищеский матч             |                               |
| 20                            | 10 июня 2017                  | Кот-д’Ивуар                   | 3:2                           | —                             | Отборочные матчи КАН-2019     |                               |
| 21                            | 24 марта 2018                 | Мавритания                    | 0:2                           | —                             | Товарищеский матч             |                               |
| 22                            | 12 октября 2019               | Коморы                        | 0:1                           | —                             | Товарищеский матч             |                               |
| 23                            | 15 октября 2019               | Чили                          | 2:3                           | —                             | Товарищеский матч             |                               |
| 24                            | 11 ноября 2020                | Чад                           | 1:0                           | —                             | Отборочные матчи КАН-2021     |                               |
| 25                            | 15 ноября 2020                | Чад                           | 1:1                           | —                             | Отборочные матчи КАН-2021     |                               |
| 26                            | 31 мая 2021                   | Турция                        | 0:0                           | —                             | Товарищеский матч             |                               |
| 27                            | 5 июня 2021                   | Того                          | 0:2                           | —                             | Товарищеский матч             |                               |
| 28                            | 8 июня 2021                   | Косово                        | 2:1                           | —                             | Товарищеский матч             |                               |
| 29                            | 11 июня 2021                  | Нигер                         | 2:1                           | —                             | Товарищеский матч             |                               |
| 30                            | 1 сентября 2021               | Гвинея-Бисау                  | 1:1                           | —                             | Отборочные матчи ЧМ-2022      |                               |
| 31                            | 9 октября 2021                | Судан                         | 2:2                           | —                             | Отборочные матчи ЧМ-2022      |                               |

Итого: 31 игра / 0 голов; 11 побед, 12 ничьих, 8 поражений.

## Достижения
«Атланта Юнайтед»
- Обладатель Открытого кубка США: 2019

## Семья
Братья — Поль и Матиас, профессиональные футболисты. Поль — полузащитник итальянского клуба «Ювентус» и сборной Франции. Матиас — нападающий, выступал за сборную Гвинеи.